# S&NJ 5–14 und 17–26
Die Lokomotiven S&NJ 5–14 und 17–26 wurden von Sharp, Stewart & Co. in Manchester, England, für die Sveriges & Norges Järnvägar AB, eine Eisenbahngesellschaft, die den Streckenabschnitt Gällivare–Luleå der norwegisch-schwedischen Erzbahn erbaut hatte, gebaut. Von den 20 Lokomotiven wurden nicht alle an den Besteller ausgeliefert.
Die 5 und 6 wurden 1886 mit der Fabriknummern 3365 und 3366 gebaut, die 7 bis 14 mit der Fabriknummer 3393–3400. Die 17–26 folgten 1887 mit den Fabriknummern 3438–3447.

## Geschichte
Der Ausbau der Strecke Gällivare–Luleå begann 1883, die englische Gesellschaft war sofort von schwerwiegenden finanziellen Problemen betroffen, die das Bautempo verlangsamten. 1889 ging sie in Liquidation. Die ausgelieferten Lokomotiven wurden an den Hersteller zurückgegeben, da sie noch nicht bezahlt waren. 1891 wurde die insolvente Gesellschaft von Statens Järnvägar übernommen.
Die Lokomotiven entsprachen einer Standard-Zeichnung des Herstellers, die von John Waddington Mann, dem leitenden Maschinenbauingenieur der Sveriges & Norges Järnvägar, modifiziert wurde. Die Maschinen hatten leicht schräge Zylinder, den Antrieb auf der dritten Kuppelachse und Innensteuerung.

### Barry Railway Class D
Die S&NJ 25 und 26 wurden von Sharp, Stewart & Co. wegen der Zahlungsprobleme der Sveriges & Norges Järnvägar AB nicht ausgeliefert. Sie wurden im Oktober 1889 an die Barry Railway verkauft und erhielten dort die Nummern 35 und 36. Zwei weitere Lokomotiven, S&NJ 5 und 8, wurden im Dezember 1891 vom Gerichtsvollzieher in Norwegen beschlagnahmt, da nur diese beiden vom Besteller teilweise anbezahlt waren. Es folgte ein langwieriger Rechtsstreit zwischen dem Hersteller Sharp, Stewart & Co. und Sveriges & Norges Järnvägar AB. Erst im Mai 1895 entschied der Oberste Gerichtshof in Schweden zugunsten des Herstellers und die Lokomotiven wurden an diesen zurückgegeben. Ende 1896 wurden sie der Barry Railway angeboten, die sie im März und April 1897 übernahm. Die beiden Lokomotiven erhielten die Nummern 92 und 93.

#### Great Western Railway 1387–1390
Mit der Übernahme der Barry Railway am 1. Januar 1922 kamen 148 Lokomotiven in den Bestand der Great Western Railway (GWR). Die übernommenen Lokomotiven der Class D erhielten die Betriebsnummern 1387–1390.

### Badische VIII b
Die Großherzoglich Badische Staatseisenbahnen konnten aus der Insolvenzmasse zehn Lokomotiven erwerben und diese 1892 bis 1894 als Baureihe VIII b in Betrieb nehmen.
Im Nummernsystem der Staatsbahn wurden die Lokomotiven wie folgt eingeordnet: S&NJ 6 – VIII b 102, S&NJ 7 – VIII b 105, S&NJ 9 – VIII b 144, S&NJ 10 – VIII b 56, S&NJ 11 – VIII b 57, S&NJ 12 – VIII b 242, S&NJ 13 – VIII b 180, S&NJ 17 – VIII b 184, S&NJ 18 – VIII b 191 und S&NJ 19 – VIII b 238.
Durch den langen Gesamtachsstand konnten sie nicht auf den steigungs- und kurvenreichen Strecken im Odenwald und im Schwarzwald eingesetzt werden. Die Maschinen blieben lange im Betriebsdienst und vier Lokomotiven erhielten sogar einen Ersatzkessel der Gattung IV e.  Bis 1923 wurden alle Lokomotiven ausgemustert.

#### Est 4700–4702
1919 mussten drei Lokomotiven als Reparationsleistung an die Chemins de fer de l’Est nach Frankreich abgegeben werden. Dort erhielten sie die Betriebsnummer Est 4700 bis 4702.

### Pfälzische G 3
Die Pfälzische Eisenbahnen konnten die restlichen sechs Lokomotiven als Baureihe G 3 aufkaufen. Sie wurden angeschafft, um die infolge des Wirtschaftsaufschwunges in den 1890ern immer weiter steigenden Zuglasten zu bewältigen. Die Züge mussten auf den steigungsreichen Mittelgebirgsstrecken mit zwei bis drei C-Lokomotiven bespannt werden.
Im Nummernsystem der Pfalzbahnen wurden die Lokomotiven wie folgt eingeordnet: S&NJ 14 – Pfalzbahn 72, S&NJ 20 – Pfalzbahn 30, S&NJ 21 – Pfalzbahn 31, S&NJ 22 – Pfalzbahn 33, S&NJ 23 – Pfalzbahn 187 und S&NJ 24 – Pfalzbahn 188.
Es waren die letzten von Sharp, Stewart and Company nach Deutschland gelieferten Lokomotiven.
Sie waren unter anderem in Neustadt (Weinstraße) stationiert.

#### DR 55 7101–7106
Die Deutsche Reichsbahn listete die sechs Exemplare der pfälzischen G 3 mit den Nummern 55 7001–7006 ein, aber musterte sie noch vor der Umzeichnung im Jahre 1924 aus. Die Fahrzeuge waren mit einem Schlepptender der Bauart 2 T 8 ausgestattet.

### Übersicht Verbleib
| Fabriknummer | S&NJ | 2. Besitzer     | 3. Besitzer |
| ------------ | ---- | --------------- | ----------- |
| 3365         | 5    | Barry Rwy 92    | GWR 1387    |
| 3366         | 6    | Bad. VIII b 102 |             |
| 3393         | 7    | Bad. VIII b 105 | Est 4700    |
| 3394         | 8    | Barry Rwy 93    | GWR 1388    |
| 3395         | 9    | Bad. VIII b 144 |             |
| 3396         | 10   | Bad. VIII b 56  |             |
| 3397         | 11   | Bad. VIII b 57  |             |
| 3398         | 12   | Bad. VIII b 242 |             |
| 3399         | 13   | Bad. VIII b 180 |             |
| 3400         | 14   | Pfalzb. 72      | DR 55 7001  |
| 3438         | 17   | Bad. VIII b 184 | Est 4701    |
| 3439         | 18   | Bad. VIII b 191 |             |
| 3440         | 19   | Bad. VIII b 238 | Est 4702    |
| 3441         | 20   | Pfalzb. 30      | DR 55 7002  |
| 3442         | 21   | Pfalzb. 31      | DR 55 7003  |
| 3443         | 22   | Pfalzb. 33      | DR 55 7004  |
| 3444         | 23   | Pfalzb. 187     | DR 55 7005  |
| 3445         | 24   | Pfalzb. 188     | DR 55 7006  |
| 3446         | 25   | Barry Rwy 35    | GWR 1389    |
| 3447         | 26   | Barry Rwy 36    | GWR 1390    |